# Moysés Baumstein
Moysés Baumstein (São Paulo, 13 de junho de 1931 — São Paulo, 4 de dezembro de 1991) foi um artista brasileiro.

## Carreira
Teve uma formação acadêmica multidisciplinar inicialmente em economia, depois em sociologia, matemática e teatro. Com realizações que reuniram a arte e a ciência, ele mostrou ser um verdadeiro "homem do Renascimento".
Suas principais áreas de atuação foram: artes visuais (pintura, gravura e desenho), holografia, teatro, cinema, vídeo e literatura. 
Uma irreverência demolidora contra todos os conceitos preestabelecidos fazia parte de seu caráter, em certa medida complementando um espírito inquisidor que buscava incessantemente novas formas de expressão aceitando todos os tipos de desafios. Aliado a esta inquietação criativa um humor mordaz e crítico permeava sua existência. Um senso de humor universal com uma base tipicamente judaica fundamentado no non sense mais absoluto.
Como pintor e desenhista Baumstein participou de exposições individuais e coletivas no Brasil e exterior, da IX e XVIII Bienal de São Paulo, sua iniciação nas artes plásticas deu-se no atelier L'Espai com o artista catalão Joan Ponç de 1960 a 1962.
Em 1968 fundou uma empresa na área gráfico/editorial, poucos anos depois começou a pesquisar a terceira dimensão com uso de óculos e películas plásticas onduladas para uso comrercial, chegando a editar livros infantis com ilustrações em 3D. Paralelamente realiza seus primeiros filmes em Super 8. 
Seu nome ficou conhecido na década de 1970 como um dos mais talentosos realizadores de cinema em super 8 através de realizações ficcionais (geralmente satíricas) e documentais, foi premiado em inúmeros festivais no Brasil e no exterior (GRIFE, FotoCineclube Bandeirantes, International Super8 film Festival/Toronto, Uncipar/Buenos Aires) 
Em 1981 funda em São Paulo a Videcom produtora de vídeo e cinema; sempre buscando novas formas de expressão montou em  1982, na própria produtora, um laboratório holográfico. Alí desenvolveu com a holografia um trabalho de pesquisa ao lado de produções artísticas e comerciais; entre 1982 e 1991 produziu mais de 300 hologramas. A partir de 1985 desenvolveu um intenso contato com Augusto de Campos, Décio Pignatari, Júlio Plaza e Jose Wagner Garcia. Montam então um grupo e desenvolvem conjuntamente projetos ligados à poesia concreta para serem realizados em holografia.
Moysés produz então uma série de holografias para cada um e participa conjuntamente de exposições coletivas (TRILUZ, IDEHOLOGIA E TRAMA DO GOSTO) em São Paulo, Madrid e Lisboa, na Fundação Gulbekian.
Faleceu em São Paulo no final de 1991 vitima de um linfoma. 
Após sua morte foi homenageado em 1992 com uma exposição de hologramas e mostra de filmes e vídeos durante o 9º. Festival Multimídia VideoBrasil, em São Paulo. Em 2002 poemas holográficos criados por Augusto de Campos e realizados por Baumstein foram comprados para o acervo do Centre Régional des Lettres de Basse-Normandie na França e, em 2007, o holograma do poema REVER foi exposto na mostra Poesia Concreta – O Projeto Verbivocovisual, no Instituto Tomie Ohtake em São Paulo e no Palácio das Artes em Belo Horizonte. 
Seu laboratório holográfico permaneceu em atividade na Videcom até 2007 quando foi doado para o Laboratório de Óptica do Departamento de Física da UNICAMP sob responsabilidade do Prof. José Lunazzi (o pioneiro da Holografia no Brasil).
Já entre Setembro de Novembro de 2010 seus hologramas foram expostos na mostra "TEKHNÉ" (Tekhne página em Português, Inglês e Espanhol) realizada na Fundação Armando Alvares Penteado (FAAP) em São Paulo, que abordou a discussão da importância da convergência entre a arte e tecnologia. 